# Gullspångs kommun
Gullspångs kommun är en kommun i Västra Götalands län, i före detta Skaraborgs län. Centralort är Hova.

## Administrativ historik
Kommunens område motsvarar socknarna: Amnehärad, Hova och Södra Råda. I dessa socknar bildades vid kommunreformen 1862 landskommuner med motsvarande namn.
Gullspångs municipalsamhälle inrättades den 10 november 1937 i Amnehärads landskommun.
Vid kommunreformen 1952 bildades storkommunerna Hova (av de tidigare kommunerna Hova och Älgarås) och Visnum (av Södra Råda och Visnum) medan Amnehärads landskommun förblev oförändrad. Vid utgången av 1958 upplöstes Gullspångs municipalsamhälle.
Gullspångs kommun bildades vid kommunreformen 1971 av Amnehärads landskommun, en del av Hova landskommun (Hova församling) och en del av Visnums landskommun (Södra Råda församling). Södra Råda församling överfördes samtidigt till Skaraborgs län från Värmlands län.
Kommunens centrala förvaltning är belägen i Hova och dess socialkontor är beläget i Gullspång. År 2005 föreslogs att förvaltningen skulle samlas i Gullspång, som därmed skulle bli centralort, men detta genomfördes dock inte.
Från och med 2007 ingår Gullspångs kommun i ett samarbete med Mariestads och Töreboda kommuner. Detta samarbete kallas MTG (Mariestad Töreboda Gullspång). Mariestads kommun sade i december 2023 upp samarbetet, avveckling pågår.
Kommunen ingick från bildandet till 2009 i Mariestads domsaga och kommunen ingår från 2009 i Skaraborgs domsaga.

## Geografi
Kommunen är belägen i den nordöstra delen av landskapet Västergötland med en mindre del i sydöstra Värmland (Södra Råda distrikt) vid sjön Vänerns östra strand. Gullspångs kommun gränsar i norr till Kristinehamns kommun i Värmlands län, i öster till Degerfors kommun och Laxå kommun i Örebro län, i söder till Töreboda kommun och i sydväst till Mariestads kommun, båda i före detta Skaraborgs län. I väster har kommunen en maritim gräns till Säffle kommun i Värmlands län.

### Topografi och hydrografi
Gullspångs kommun är beläget mellan de stora sjöarna Vänern, Skagern och Unden. I Gullspångsälven, som sträcker sig mellan Skagern och Vänern, finns utmärkta lekplatser för lax och öring. Den spruckna urbergsberggrunden är vanligtvis täckt av morän och täckt med barrträd. I nordvästra delen av kommunen, vid Åråsviken, finns ett stort område med ändmoräner som ibland bildar långsträckta öar i nordvästlig till sydöstlig riktning. Vegetationen på moränryggarna domineras av barrskog, men lövträdsridåer är också vanliga. Fågellivet är rikt, särskilt i området Runnäsholmen i nordöstra delen av kommunen, vid Skagern, känd för sin hägerkoloni.
Både Skagern och Unden är populära fiskevatten. I Tivedsskogarna finns också småsjöar som ytterligare berikar områdets natur.
Nedan presenteras andelen av den totala ytan 2020 i kommunen jämfört med riket.
|  | Bebyggelse (5,3 %) |

|  | Skog (67,4 %) |

|  | Öppen myrmark (3,0 %) |

|  | Jordbruksmark (14,7 %) |

|  | Övrig mark (9,7 %) |

|  | Bebyggelse (3,1 %) |

|  | Skog (68,0 %) |

|  | Öppen myrmark (7,2 %) |

|  | Jordbruksmark (7,4 %) |

|  | Övrig mark (14,3 %) |

### Naturskydd
I kommunen finns sex naturreservat. En av dessa är Laxtrappan i Gullspång där Projekt gullspångslaxen lett till att en laxtrappa byggts under början av 2000-talet. Syftet var att bevara Gullspångslaxen vars naturliga miljö förstörts i samband med anläggningen av en kraftstation I början av 1900-talet. Även området kring resten av älven är skyddat i Gullspångsälvens naturreservat. Längs älven finns vandringsleder och lekplatser.

### Administrativ indelning
Fram till 2016 var kommunen för befolkningsrapportering indelad i Amnehärads församling och Hova-Älgarås församling (låg  även i Töreboda kommun).

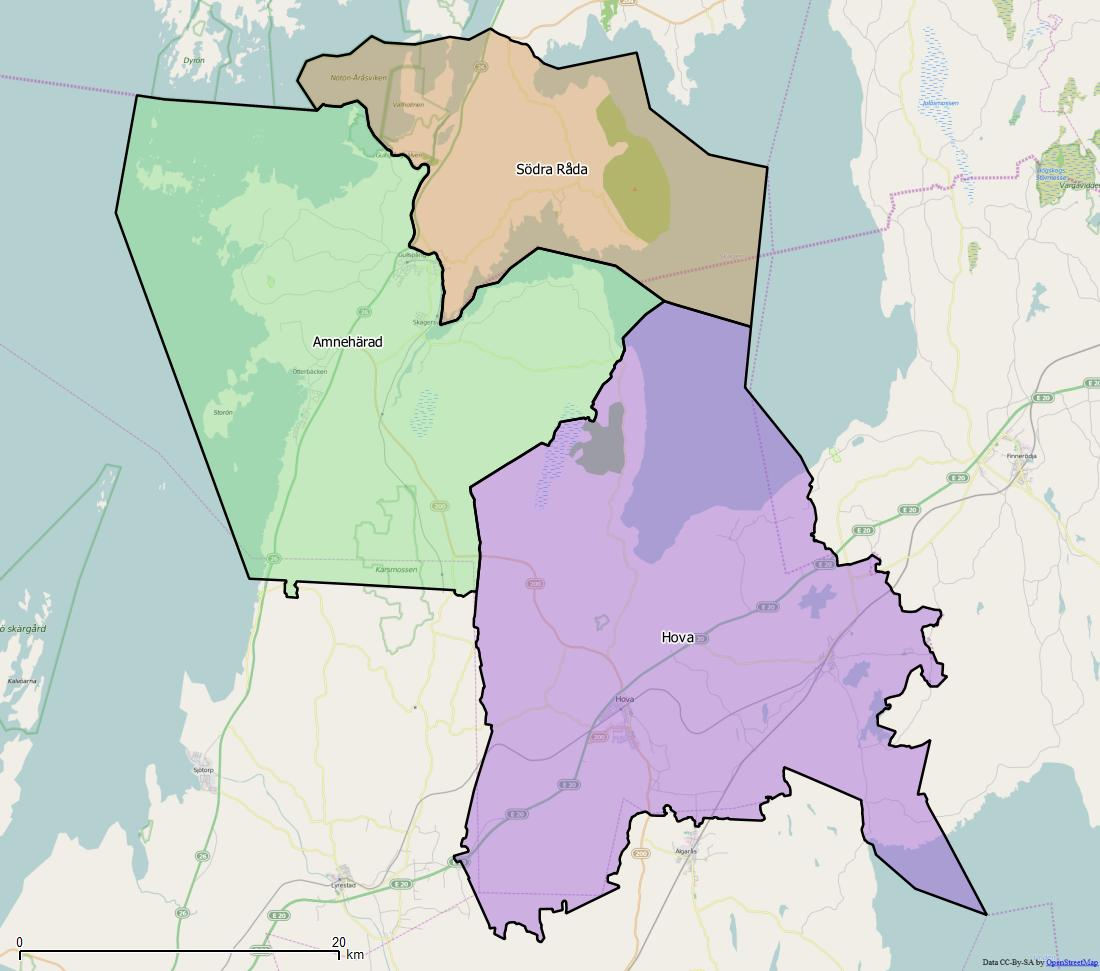
Distrikt (socknar) inom Gullspångs kommun

Från 2016 indelas kommunen istället i tre distrikt, vilka motsvarar de tidigare socknarna. Distrikten är Amnehärad, Hova och Södra Råda.

### Tätorter
I kommunen finns tre tätorter – Hova, Gullspång och Otterbäcken.

## Styre och politik

### Styre
Mandatperioden 2010–2014 styrdes kommunen av en blocköverskridande koalition bestående av Socialdemokraterna och Centerpartiet. De fortsatte styra även efter valet 2014. Partierna fortsatte styra även efter valet 2018, men då med en ny partner i form av det lokala partiet Rätt väg för Gullspångs kommun.
Mandatperioden 2022–2026 styrs kommunen av Moderaterna, Kristdemokraterna, Vänsterpartiet och Feministiskt initiativ.

### Kommunfullmäktige

#### Presidium
| Presidium 2022–2026    | Presidium 2022–2026 | Presidium 2022–2026     |
| ---------------------- | ------------------- | ----------------------- |
| Ordförande             | M                   | Maria Gustafsson        |
| Förste vice ordförande | M                   | Kerstin Isaksson        |
| Andre vice ordförande  | S                   | Ann-Christin Erlandsson |

#### Mandatfördelning 1970–2022
| 16 | 2 | 13 | 5 |  | 4 |

| 36 |

| 17 | 15 | 3 |  | 5 |

| 36 |

| 17 | 14 | 3 |  | 6 |

| 33 | 8 |

|  | 18 | 11 | 3 |  | 7 |

| 30 | 11 |

|  | 19 | 10 | 2 |  | 8 |

| 31 | 10 |

|  | 18 | 9 | 3 |  | 9 |

| 30 | 11 |

| 20 |  | 9 | 3 | 8 |

| 30 | 11 |

|  | 16 |  |  | 8 | 2 | 3 | 9 |

| 28 | 13 |

| 2 | 20 | 7 |  | 2 | 9 |

| 27 | 14 |

| 4 | 12 | 2 | 10 | 5 | 2 | 6 |

| 28 | 13 |

| 2 | 13 |  | 17 | 3 |  | 2 | 2 |

| 26 | 15 |

| 12 | 5 | 11 | 3 | 2 | 2 |

| 24 | 11 |

| 17 |  |  | 2 | 3 | 3 | 8 |

| 19 | 16 |

| 14 | 2 | 2 | 2 | 3 | 8 |

| 17 | 14 |

|  | 11 |  | 3 | 2 | 3 |  | 9 |

| 19 | 12 |

|  | 10 |  | 5 | 2 |  |  | 10 |

| 16 | 15 |

### Nämnder

#### Kommunstyrelse
| Presidium 2022–2026    | Presidium 2022–2026 | Presidium 2022–2026         |
| ---------------------- | ------------------- | --------------------------- |
| Ordförande             | M                   | Björn Thodenius             |
| Förste vice ordförande | M                   | Victor Albertsson Tidestedt |
| Andre vice ordförande  | S                   | Jenni Gustrand              |

#### Övriga nämnder
IT-nämnden, Lönenämnden och Tekniska omställningsnämnden gemensam med Töreboda kommun och Mariestads kommun.
| Nämnd                                | Ordförande | Ordförande                  | Vice ordförande | Vice ordförande              | Andre vice ordförande | Andre vice ordförande         |
| ------------------------------------ | ---------- | --------------------------- | --------------- | ---------------------------- | --------------------- | ----------------------------- |
| Barn-, utbildning- och kulturnämnden | M          | Victor Albertsson Tidestedt | Fi              | Maria Andersson              |                       |                               |
| Valnämnden                           | M          | Kerstin Isaksson            | S               | Britt Starringer             |                       |                               |
| Vård- och omsorgsnämnden             | M          | Anders Andersson            | KD              | Kristina Grönwalls Bengtsson | S                     | Suzanne Micahelsen Gunnarsson |

## Ekonomi och infrastruktur

### Näringsliv
Gullspångs kommun har ett varierat näringsliv med en mix av verkstads- och träbearbetningsindustri. Otterbäckens hamn är en av de större hamnarna vid Vänern och erbjuder utmärkta transportförbindelser med Mellansverige. Bland de större industrierna i området finns Moelven Vänerply AB, som är specialiserade på tillverkning av plywood i Otterbäcken, Nimo-Verken AB, som tillverkar maskiner och utrustning för slakterier, sanitetsprodukter och storköksutrustning, samt Partex Marking System AB i Gullspång, som fokuserar på märksystem för elektrisk kontrollutrustning.

### Infrastruktur

#### Transporter
De södra delarna av kommunen genomkorsas av E20 i väst-östlig riktning. Riksväg 26 sträcker sig genom kommunen i nord-sydlig riktning samt länsväg 200 från nordväst mot söder. De södra delarna av kommunen genomkorsas också av Västra stambanan utan station i kommunen. Från väster ansluter Kinnekullebanan som trafikeras av Västtågens regiontåg mellan Mariestad och Hallsberg med stopp i Hova och Gårdsjö.

## Befolkning

### Demografi

#### Befolkningsutveckling
Kommunen har 5 031 invånare (31 december 2024), vilket placerar den på 274:e plats avseende folkmängd bland Sveriges kommuner.
| Befolkningsutvecklingen i Gullspångs kommun 1810–2020   | Befolkningsutvecklingen i Gullspångs kommun 1810–2020 | Befolkningsutvecklingen i Gullspångs kommun 1810–2020 | Befolkningsutvecklingen i Gullspångs kommun 1810–2020 | Befolkningsutvecklingen i Gullspångs kommun 1810–2020 |
| ------------------------------------------------------- | ----------------------------------------------------- | ----------------------------------------------------- | ----------------------------------------------------- | ----------------------------------------------------- |
|                                                         |                                                       |                                                       |                                                       |                                                       |
| År                                                      |                                                       |                                                       | Folkmängd                                             |                                                       |
| 1810                                                    | 1810                                                  |                                                       | 4 428                                                 |                                                       |
| 1820                                                    | 1820                                                  |                                                       | 4 851                                                 |                                                       |
| 1830                                                    | 1830                                                  |                                                       | 5 581                                                 |                                                       |
| 1840                                                    | 1840                                                  |                                                       | 6 235                                                 |                                                       |
| 1850                                                    | 1850                                                  |                                                       | 7 275                                                 |                                                       |
| 1860                                                    | 1860                                                  |                                                       | 8 186                                                 |                                                       |
| 1870                                                    | 1870                                                  |                                                       | 8 551                                                 |                                                       |
| 1880                                                    | 1880                                                  |                                                       | 8 585                                                 |                                                       |
| 1890                                                    | 1890                                                  |                                                       | 7 634                                                 |                                                       |
| 1900                                                    | 1900                                                  |                                                       | 7 236                                                 |                                                       |
| 1910                                                    | 1910                                                  |                                                       | 7 167                                                 |                                                       |
| 1920                                                    | 1920                                                  |                                                       | 7 538                                                 |                                                       |
| 1930                                                    | 1930                                                  |                                                       | 7 342                                                 |                                                       |
| 1940                                                    | 1940                                                  |                                                       | 7 291                                                 |                                                       |
| 1950                                                    | 1950                                                  |                                                       | 7 383                                                 |                                                       |
| 1960                                                    | 1960                                                  |                                                       | 7 095                                                 |                                                       |
| 1970                                                    | 1970                                                  |                                                       | 7 023                                                 |                                                       |
| 1975                                                    | 1975                                                  |                                                       | 6 923                                                 |                                                       |
| 1980                                                    | 1980                                                  |                                                       | 6 685                                                 |                                                       |
| 1985                                                    | 1985                                                  |                                                       | 6 433                                                 |                                                       |
| 1990                                                    | 1990                                                  |                                                       | 6 448                                                 |                                                       |
| 1995                                                    | 1995                                                  |                                                       | 6 406                                                 |                                                       |
| 2000                                                    | 2000                                                  |                                                       | 5 911                                                 |                                                       |
| 2005                                                    | 2005                                                  |                                                       | 5 595                                                 |                                                       |
| 2010                                                    | 2010                                                  |                                                       | 5 291                                                 |                                                       |
| 2015                                                    | 2015                                                  |                                                       | 5 229                                                 |                                                       |
| 2020                                                    | 2020                                                  |                                                       | 5 169                                                 |                                                       |
| Anm: * All statistik baserar sig på dagens kommungräns. |                                                       |                                                       |                                                       |                                                       |

## Kultur

### Kulturarv
Det finns ett 90-tal kända fornlämningar som skyddas enligt fornminneslagen i Gullspångs kommun. Bland dessa finns gravfält, domarringar, offerstenar, milstenar, fångstgropar och treuddar.

### Kommunvapen
Blasonering: I blått fält en hoppande lax, ovan åtföljd av en smal upphöjd bjälke, nedan av en krona, allt av guld.
Vapnet är ett samarbetsprojekt mellan kommunen och Riksarkivet. Laxen är en så kallad gullspångslax, bjälken är själva "spången" och kronan syftar på slaget vid Hova 1275.